# بخش داهود
بخش داهود (به انگلیسی: Dahod district) یک بخش در هند است که در گجرات واقع شده‌است. بخش دهود ۳٬۶۴۲ کیلومتر مربع مساحت و ۲٬۱۲۷٬۰۸۶ نفر جمعیت دارد.